# Sara Noxx
Sara Noxx (właśc. Britt Rommel) – niemiecka piosenkarka, wielokrotnie nagradzana gwiazda muzyki alternatywnej.

## Życiorys
Sara Noxx była członkinią zespołu Essexx, który w roku 1997 wygrał festiwal organizowany przez magazyn Zillo. Tego samego roku zadebiutowała solo wydając mini album Society pod flagą Nightshade Productions, a w ślad za nim pełny album Noxxious. Wydawnictwa te odniosły sukces zwłaszcza na parkietach alternatywnych klubów muzycznych. Rok później ukazuje się jej kolejny album Paradoxx.
Po trzech latach, w roku 2001 artystka nagrała kolejną pozycję, dwupłytowy album Exxtasy, pochodzące z niego utwory Winter Again i Last Desire uzyskały status klasyków, a sam album osiąga pozycję dziewiątą na Deutsche Alternative Charts. W roku 2003 Sara publikuje swój instrumentalny album Nonvoxx. Jesienią 2003 roku jej kolejny album Equinoxx wraz z singlem Colder & Colder utrzymywały przez kilka tygodni pierwszą pozycję wszystkich europejskich rankingów alternatywnych.
W roku 2008 Sara Noxx wydała 3-płytową kompilację XX-ray zawierającą liczne nowe interpretacje, remiksy czy duety, jak również wielojęzyczne interpretacje jej utworów, m.in. po rosyjsku, niemiecku, francusku, bułgarsku czy japońsku. Rok później jej singiel Superior Love z nowego albumu Intoxxication osiągnął pozycję nr 4 na Deutsche Alternative Charts. Jak dotąd, Sara Noxx wydała trzy pełne albumy oraz liczne single i wydawnictwa specjalne.

## Współpraca i powiązane projekty
Sara Noxx jest członkiem zespołu Essexx. Prócz tego ma swój udział w remiksie utworu Navigator dla zespołu Blutengel. Użyczyła głosu w utworze Reap the Whirlwind, zespołu X-Fusion zremiksowanym przez The Eternal Afflict. Jej singiel z 2008, Earth Song zawierał gościnne wokale zespołu Project Pitchfork, i osiągnął #9 na Deutsche Alternative Charts. Sara śpiewała także w duecie z zespołem ASP w utworze Imbecile Anthem z albumu Die Zusammenkunft. Współpraca w 2008 z zespołem Project Pitchfork zaowocowała wydaniem maxi CD Earth Song zawierającego remiksy takich artystów jak Tanzwut, Subway to Sally, Cat Rapes Dog i Joachim Witt.
Podczas festiwalu Wave-Gotik-Treffen w maju 2010 wraz z Markiem Benecke wykonała cover utworu Where the Wild Roses Grow, oraz remiksy utworów takich zespołów jak Feindflug, Kontrast czy SITD. Z kolei na Wave-Gotik-Treffen 2016 także z Markiem Benecke zaśpiewała własną adaptację przeboju Jeanny z repertuaru Falco. Utwór ten w kwietniu 2016 osiągnął numer 1 na Deutschen Alternative Charts.

## Styl muzyczny
Styl muzyczny Sary Noxx opiera się na muzyce elektronicznej połączonej z melorecytacją. Utwory mają klasyczną konstrukcję. W początkach kariery wzorowała się na brytyjskiej artystce Anne Clark, która z kolei obecnie jest z nią porównywana, ze względu na bardzo podobny głos.

## Dyskografia

### Albumy i single
- 1997: Noxxious
- 1998: Paradoxx
- 2001: Exxtasy
- 2003: Nonvoxx (instrumentalny)
- 2003: Equinoxx
- 2007: Bridges (ESSEXX)
- 2008: XX-Ray (Best Of)
- 2009: Intoxxication
- 2011: Where The Wild Roses Grow (z Markiem Benecke) – EP
- 2014: Weg zurück (z Goethes Erben) – EP
- 2015: Entre Quatre Yeuxx (Standard & Limited Edition)